# Юность (станция)
Юность — конечная железнодорожная станция 5 класса Московской детской железной дороги, получила нынешнее название в 1992 году, 

прежнее название: «Путь Ильича». 

Станция была открыта 2 мая 1937 года. 

Станция тупиковая,

Главный путь: I

Приёмо-отправочный путь: II
обгон подвижного состава локомотивом производится по II пути

Станция, граничащая по нечётному направлению — «Пионерская»

## Движение поездов
Станция работает только в летний период с четверга по воскресенье.
Прибывают поезда с чётными номерами, а после перецепки локомотива поездам присваивается нечётный номер, с которым он отправляется соответственно в нечётном направлении на станцию Пионерская.
Поезда № 519-526 ходят с четверга по воскресенье.
| № поезда | Время прибытия | Отправление |
| -------- | -------------- | ----------- |
| 520      | 11:15          |             |
| 519      |                | 11:30       |
| 522      | 12:15          |             |
| 521      |                | 12:30       |
| 524      | 13:15          |             |
| 523      |                | 13:30       |
| 526      | 14:15          |             |
| 525      |                | 14:30       |
| 528      | 15:15          |             |
| 527      |                | 15:30       |

## Устройства СЦБ
На станции установлена релейная электрическая централизация стрелок и сигналов, собранная по типовому альбому ЭЦ_9.

на станции 2 централизованных стрелочных перевода № 1,2

входной светофор литер «Ч»

выходной светофор литер «Н1», «Н2»

маневровые светофоры литеры М1, М2, М3, М5.

В границе станции находится переезд «1 км».
Устройства заграждения переезда (УЗП) были демонтированы в 2016 году

## История
Станция построена к 7 ноября 1936 года. К тому времени на станции были построены: разворотные сооружения (разворотная петля) для паровозов и временные деревянные постройки. Летом 1940 года на станции был построен вокзал.
Во время Великой Отечественной войны станция, как и вся дорога, не действовала.
- В 1971 году на станции смонтирована электрическая централизация.
- В 1992 году станция переименована из «Путь Ильича» в «Юность».

- 9 июля 2002 года полностью сгорели станционные постройки на станции Юность. До конца сезона управление стрелками осуществлялось вручную, с помощью курбеля, а станционная громкоговорящая связь отсутствовала.

- В 2005 году произошла большая реконструкция всей дороги в том числе и станции Юность.
- Летом 2012 года, без закрытия движения поездов, полностью заменены устройства СЦБ и связи. Появился электрический контроль тупикового участка за светофором М1. Смонтирована односторонняя парковая связь. Все светофоры заменены на светодиодные.

## Интересные факты
- Дата начала движения в 1941 году была назначена на 22 июня. Вместо торжественного митинга юные железнодорожники слушали сообщение Совинформбюро о нападении нацистской Германии на СССР. Летом 1941 года дорога работала ещё некоторое время, но вскоре была закрыта.
- После реконструкции 2005 года на станции была устроена ЭЦ-ЕМ (Микропроцессорная система электрической централизации), а из-за пожара до конца 2011 года на станции использовалась упрощённая схема ЭЦ-2.